# Resolució 1840 del Consell de Seguretat de les Nacions Unides
La Resolució 1840 del Consell de Seguretat de les Nacions Unides fou adoptada per unanimitat el 9 d'octubre de 2008. Després de recordar les resolucions anteriors sobre la situació a Haití, i prenent nota de les observacions del Secretari General, el Consell va ampliar el mandat de la Missió d'Estabilització de les Nacions Unides a Haití (MINUSTAH) fins al 15 d'octubre de 2009.

## Detalls
En aplicació del capítol VII de la Carta de les Nacions Unides, el Consell va aprovar la recomanació del Secretari General de mantenir la configuració actual de la Missió fins a l'augment substancial planificat de la capacitat de la Policia Nacional d'Haití, consistent en un component militar de fins a 7.060 tropes i un component policial total de 2.091.
El Consell convida a la MINUSTAH a donar suport al procés polític en curs i, en cooperació amb el govern d'Haití, promoure un diàleg polític global i la reconciliació nacional, proporcionant assistència logística i de seguretat per a les pròximes eleccions i ampliant el seu suport per enfortir les institucions estatals autosuficients, especialment fora de Port-au-Prince, la capital. També la requereix a continuar el seu suport a la Policia Nacional d'Haití i als esforços del govern per reestructurar-la i enfortir-la per tal de combatre el tràfic il·lícit transfronterer de persones, drogues, armes i altres activitats il·legals.
El Consell també va demanar a la MINUSTAH que continués desenvolupant el seu enfocament de reducció de la violència comunitària, incloent el suport a la Comissió Nacional de Desarmament, Desmantellament i Reintegració i concentrant els seus esforços en projectes intensius en mà d'obra, desenvolupament d'un registre d'armes, revisió de lleis sobre importació i possessió d'armes, reforma del sistema de permisos d'armes i promoció d'una doctrina policial de la comunitat nacional.